# Mukataa
Mukataa (turco ottomano muqata'a / مقاطعه, sign. "separato") anche dirlik (turco ottomano ديرلك) nell'impero ottomano connotava una proprietà che era fornita a un dipendente pubblico al posto di un salario come compenso per un compito specifico. Tuttavia, la proprietà rimaneva sempre di proprietà dello stato o del sultano.
A seconda della dimensione della proprietà esistevano tre diversi tipi di Mukataa: Timar, Zeamat e Has.
Al tempo dei Selgiuchidi, per definire la Mukataa si usava la parola araba Ikta.